# МаГіКа-Фільм
Кінокомпанія «МаГіКа-Фільм» (також МаГіКа-Філм, англ. MaGiKa-Film Company) – одна із перших незалежних продакшн-компаній в Україні, заснована 4 червня 1992 року продюсером і режисером Геннадієм Кофманом, спеціалізується на виробництві та промоції документальних фільмів, а також ігрової анімації.

## Діяльність
Протягом 25-ти років створено понад 50 короткометражних, анімаційних та документальних фільмів, майже 13 600 годин телевізійних програм для національного і регіонального телебачення України. Фільми кінокомпанії МаГіКа-Фільм демонструвалися більш ніж на 70 телевізійних каналах, брали участь у конкурсних та позаконкурсних показах понад на 150 кінофестивалів світу, мають прокатну історію в кінотеатрах та у рамках просвітницьких кампаній, увійшли до спеціальних колекцій кіноклубів для навчальний закладів, кіноклубів медіапросвіти Docudays UA та закладів пенітенціарної системи.

#### Основні напрями роботи
- виробництво документальних фільмів і художньої анімації
- промоція документального кіно
- освітні проекти для фахівців документального кіно

## Партнерські проекти
- Міжнародна майстерня документального кіно в Україні (www.idw.in.ua [Архівовано 8 серпня 2020 у Wayback Machine.])
- Фахівці кінокомпанії є ініціаторами та співорганізаторами Міжнародного фестивалю документального кіно про права людини Docudays UA

Постер фільму "Дельта" (2017), реж. Олександр Течинський

## Вибрані фільми
- «В.Сильвестров» (2020), реж. Сергій Буковський
- «Національний музей» (2020), реж. Андрій Загданський
- «Панорама» (2019), реж. Юрій Шилов
- «Михайло і Даниїл» (2018), реж. Андрій Загданський
- «Причинна» (2017), реж. Андрій Щербак
- «Дельта» (2017), реж. Олександр Течинський
- «Дибук. Історія мандрівних душ» (2015), реж. Кшиштоф Копчинський
- «Жива ватра» (2014), реж. Остап Костюк
- «Ваґріч і чорний квадрат» (2014), реж. Андрій Загданський
- «Земляки» (2002), реж. Геннадій Кофман
- «Бобе-Майсес» (1993), реж. Олена Касавіна

Постер фільму "Жива ватра" (2014), реж. Остап Костюк